# Rio Gornoviţa
O Rio Gornoviţa é um rio da Romênia, afluente do Balta, localizado no distrito de Mehedinţi.